# Grace (chanteuse)
Pour les articles homonymes, voir Grace.
Grace est une auteure-compositrice-interprète américaine (née au Canada) de folk soul. Elle a sorti 2 albums dont le premier, Hall of Mirrors, fut certifié disque d'or en 2009. En tournée dans tout l'hexagone, elle fait salle comble au Bataclan en mars, ouvre le printemps de Bourges en avril et part sur la route des grands festivals d'été (Francofolies, Montreux…).
Après plusieurs décalages de sortie, son deuxième album "Made for Change" sort en mai 2012. Elle fait une tournée la même année, entre la France et la côte Est des États-Unis qui se poursuit en 2013.

## Enfance
Grace est née en Nouvelle-Écosse (Canada) de parents musiciens de folk américains. Son père est Jonathan Edwards, qui fut disque d'or dans les années 1970 avec le titre Sunshine (repris en 2008 pour une campagne de publicité nationale pour Jeep aux États-Unis). Son frère est le peintre Austin Manchester.
Dès sa petite enfance, Grace suit ses parents dans leurs tournées et festivals, gardée à l'occasion, par Emmylou Harris quand ses parents sont sur scène…
À l'âge de 7 ans, elle suit sa mère  qui part au Kenya pour une mission humanitaire.
Elle déménagera souvent, du Sénégal à l'Éthiopie, en passant par l'Alsace et l'Inde pour se fixer plus récemment entre Paris et la Californie.
Avec cette vie de voyage, Grace va développer une forte conscience écologique et humanitaire, qui transparait dans ces chansons.

## Carrière
Grace a commencé sa carrière française sur des petites scènes parisiennes underground (New Morning, Reservoir, la Scène Bastille, la Bellevilloise…)
… Après quelques premières parties d'artistes (James Blunt, Just Jack…), Grace devient connue du grand public français en interprétant Imagine One Day au concert de l'Hippodrome d'Auteuil (Paris) de la Fête de la musique, diffusé par France 2.
Elle participe à plusieurs émissions de TV dont un Taratata où elle interprète cette même chanson.
Elle y chante aussi avec Amadou et Mariam un titre de Stevie Wonder I Wish, ainsi qu'une de ses compositions dans la tradition blues, "there's no better place", capté acoustiquement en loge.
Elle a fait une longue tournée française entre 2008 et 2009 qui s'est terminée au Bataclan (Paris) le 12 décembre.
Après une absence d'un an durant lequel elle voyage entre les États-Unis, le Brésil et le Sud  France pour travailler sur son 2e album, elle réapparaît le 14 juillet 2011 au Champ-de-Mars sur un plateau multi-artiste organisé par SOS Racisme. Ce concert pour l'égalité est vu par plus de 500 000 spectateurs et diffusé sur France 2 et sur Direct 8
Elle y fait quelques duos, notamment avec le chanteur Jehro (Master Blaster), et y interprète "Imagine one day", le single qui l'a fait connaître, ainsi que "I know you can", un titre de son nouvel album qu'elle jouait déjà durant sa tournée précédente. Ce même titre entre en playlist sur Europe 1 et Autoroute FM pendant tout l'été 2011, alors qu'aucune promotion ne semble être lancée.

## Albums

### Hall of Mirrors (2008)
Hall of Mirrors est paru en octobre 2008, chez le label Mercury/Universal. En 2009, il devient disque d'or et son single Imagine One Day domine rapidement les ventes digitales de singles dans la catégorie Folk & Soul. 

1. Lost

2. Open Road

3. Imagine One Day

4. Just Look Away

5. Bang Bang

6. Gambler

7. Working Together

8. To The East

9. Geisha

10. Butterfly

11. Go Your Way

12. Who Will Tell Them

13. New Day

14. All You'll Need

Latabi Diouani - batterie, percussions

Sly Johnson - chœurs, beatbox

Philippe Aglaé - chœurs, percussions

Linda Rey - chœurs

Jérome Degey - guitare, basse, arrangements

Oz Fritz - ingénieur du son

### Made for Change (2012)
Made for Change, le deuxième album de Grace, a été réalisé entre la France, les États-Unis et le Brésil. Initialement prévue pour novembre 2011, la sortie de l'album est repoussée au 21 mai 2012, afin de peaufiner son contenu. Les 11 titres sont écrits et composés par Grace, l'album est arrangé et produit par Jérome Degey et le mixage est réalisé par Jimmy Douglass (Timbaland, Al Green, AC/DC, Jay-Z, Justin Timberlake…). Sur cet album, Grace est accompagnée des Victory Riders, qui ont participé à sa tournée pour Hall of Mirrors ; ses parents y ont également pris part. Plus ambitieux, Made for Change explore une large palette de sonorités et de style, reflétant la part prédominante du voyage dans la vie de Grace. L'album fait également écho à l'intérêt que porte Grace à la préservation de l'environnement, puisque sa conception a été influencée par un concert contre la déforestation, en plein cœur de la forêt amazonienne.

1. Like A Phoenix

2. Headin' West

3. I Know You Can

4. Rainbow Hour

5. Broken Home

6. Cannot Go Back

7. Solid Gold

8. Salam Mama

9. Lord I'm Thankful

10. No Better Place

11. Made For Change

### Singles
- Imagine One Day (2008)
- New Day

## Influences musicales
Comme ses propres parents, Grace se situe dans la tradition des song writers américains (Rickie Lee Jones, Joni Mitchell, James Taylor) en écrivant et composant ses propres chansons. 
Du fait de ses nombreux voyages, Grace affectionne tout particulièrement la world music, la soul, le reggae et le folk.

## Reprise
Le chanteur sénégalais Faada Freddy interprète sa chanson Lost, issue de Hall of Mirrors, et l'a popularisée dans son album Gospel Journey, en arrangements vocaux réalisés par Philippe Aglaé, choriste de Grace.